# Нантикок (река)
Нантикок е река, един от най-големите притоци на залива Чесапийк на полуостров Делмарва в Мериленд, САЩ.
Тя извира в южната част на окръг Кент, Делауеър, преминава през окръг Съсекс, Делауеър, и образува границата между окръг Дорчестър, Мериленд и окръг Уикомико, Мериленд. Реката тече на югозапад до Тейнджър Саунд на залива Чесапийк. Реката е дълга 103,5 км. Една 26 километрова екотуристическа водна пътека, която минава покрай реката, е създадена през юли 2011 г. от щата Делауеър и федерални служители, за да могат хората да се насладят на 37 мили воден маршрут, който минава през Мериленд до Чесапийкския залив.
Някои от основните притоци, които се вливат в Нантикок от западната страна са: Кау Крийк; Джак Крийк; Уопръмандър Крийк; Маршихоуп Крийк, а от източната страна: Трейвли Крийк и Броуд Крийк. Забележителни градове и населени места, разположени по поречието на реката са Нантикок, Вивалв, Виена и Шарптаун в Мериленд; и град Зийфорд в Делауеър.
Според исторически записи на град Виена, английския изследовател Джон Смит пътува по Нантикок и я картографира, след което посещава индианско село, което е било на мястото на сегашния Виена.
Реката е направена по-дълбока през 1990 г., за да се улесни корабоплаването. Към края на 2012 г. проектът за поредното драгиране на реката е спрян поради финансови причини.